# Оцар ха-Хаяль
Оцар ха-Хаяль (ивр. אוצר החייל‎, дословно — «Солдатская казна») — израильский коммерческий банк, который был создан в 1946 году в рамках изменений в экономической системе еврейских поселений на Земле Израиля и до создания Государства Израиль. Первоначальные услуги банка заключались в том, чтобы дать обслуживание солдатам еврейской бригады, которые были ветеранами британской армии. В 1972 году он получил лицензию на деятельность в качестве банковской корпорации, которая сегодня является частью банка Бейнлеуми как бренда, предоставляющего банковские услуги сотрудникам сил безопасности и их семьям.
В 2006 году банк Бейнлеуми приобрел долю в банке «Оцар ха-Хайяль», принадлежащую банку «Апоалим» (около 68 %) и стал основным акционером банка, а сегодня банк «Оцар ха-Хайяль» является частью банка Бейнлеуми.
По состоянию на 2008 год банк «Оцар ха-Хайяль» был восьмым по величине банком в Израиле согласно рейтингу доходов и количества сотрудников. Банк ведёт обширную деятельность и ориентируется на сектор малого и среднего бизнеса, в рамках этой деятельности банк управляет специальными фондами финансирования для бизнеса в этом секторе, в том числе государственным фондом для малого и среднего бизнеса, фондом для помощи экспортерам и фондами для бизнеса.
В конце 2018 года банк Бейнлеуми принял решение объединиться с банком «Оцар ха-Хайяль», тем самым «Оцар ха-Хайяль» перестал существовать как отдельный банк и продолжив существовать как бренд внутри банка Бейнлеуми.

## История
Во время Второй мировой войны в различных частях британской армии, где находились еврейские солдаты, были организованы солдатские фонды, в которые солдаты откладывали однодневное жалованье каждый месяц в целях взаимопомощи. Эти средства были сконцентрированы в конце войны в центральном фонде в Еврейском агентстве. После окончания войны в ноябре 1946 года представители солдат решили использовать собранные деньги для создания «Оцар ха-Хайяль» (солдатская казна) который стал финансовым инструментом помощи уволенным солдатам. «Оцар ха-Хайяль» выдавал кредиты демобилизованным солдатам и участвовала в различных проектах по размещению таких солдат.
После войны за независимость средства «Оцар ха-Хайяль» использовались для предоставления кредитов на помощь ветеранам ЦАХАЛа, как один из инструментов Министерства реабилитации .
В 1950 году «Оцар ха-Хайяль» достиг первой договоренности с Генеральным штабом об отчислениях в фонд постоянного личного состава АОИ. В рамках соглашения Армия обороны Израиля потребовала, чтобы 50 % акций фонда оказались в ее руках. Право собственности на «Оцар ха-Хайяль» было разделено на три равные части между трастовой компанией солдатских фондов, «Кредитным фондом для военнослужащих-сверхсрочников» и «Инвестиционный фонд для сотрудников системы безопасности».
В период с 1949 по 1956 год банк неуклонно рос в результате увеличения численности постоянного персонала на службе Армии обороны Израиля и в результате добавления персонала Министерства обороны к тем, которые были включены в мандат банка в 1949 году. Поскольку в эти годы система безопасности страны значительно выросла в результате упорядоченного формирования правительства и увеличения числа сотрудников государственной службы, банк расширил спектр услуг в различных сферах кредитования, предоставления ипотечных кредитов и управления счетами и зарплатами различных сотрудников.
В 1956—1972 годах банк действовал как компания с государственной поддержкой и лицензией на деятельность только в сфере военнослужащих-сверхсрочников и системы государственной безопасности. Постепенное увеличение темпов инфляции в Израиле означало, что рентабельность банка была низкой, и его пришлось частично приватизировать .
В 1970 году банк получил разрешение Министерства финансов на расширение своих услуг для частноого сектора при условии ограничения привлечения дополнительных независимых источников финансирования, улучшения и профессионализации обслуживания, а также повышения его вычислительных мощностей.
В мае 1977 года правительство решило продать треть акций банка на условиях тендера. Банк Апоалим приобрел акции, что во многом способствовало дальнейшему продвижению банка «Оцар ха-Хайяль».
В период с 1975 по 1987 год в Израиле наблюдалась тенденция роста инфляции, что вызвало существенные изменения во всех отраслях финансов и банковского дела. Многие банки были объединены или поделили акции между собой, чтобы избежать краха.
Банк «Оцар ха-Хайяль» был уникальным случаем, поскольку он предоставлял услуги в основном ограниченному сектору: Армии обороны Израиля и оборонной промышленности. Однако необходимость такого обособления, которая была очевидна в первые годы существования государства, с годами практически исчезла. После встречи с тогдашним министром финансов Игалем Горовицем банк начал фундаментальные изменения в своем функционировании. В рамках принятого перехода от лиры к шекелю, к банк открыл свой инвестиционный портфель для внешних инвесторов, превратившись таким образом из узкоспециализированного банка с конкретной целью в коммерческий банк для широкой публики, не нарушая при этом права военнослужащих и личного состава Министерства обороны, принимавшего участие в его создании.

## Филиалы
В 1971 году банк имел 4 филиала в Тель-Авиве, филиалы в Иерусалиме, Беэр-Шеве и Хайфе, а также филиалы на базах Армии обороны Израиля. После войны Судного дня банк открыл филиал в Рефидиме и предоставлял базовые услуги солдатам, даже тем, кто не был клиентами банка.
В 2008 году у банка было более 40 филиалов, 14 из которых находились на базах Армии обороны Израиля.
Банк имеет филиалы на многих военных базах, включая Рабин, Шарон, Глилот, Тель-Ноф, Рамат-Давид, Рамон, Тель-ха-Шомер, Црифин, Пальмахим, хайфскую базу ВМС, Хацерим и аэропорт Увда . У банка также есть филиалы в больницах, которые обслуживают солдат, каких как Рамбам и Асаф ха-Рофе, а также в Рош ха-Аине и Реуте .

## Банк в наши дни
С конца 1980-х годов и по настоящее время банк «Оцар ха-Хайяль» выполняет функции коммерческого банка для всего населения, особо обеспечивая при этом интересы представителей вооруженных сил и оборонной промышленности как стратегическую часть своей деятельности. В августе 2006 года контроль над банком был передан банку Бейнлеуми после того, как примерно 68 % акций банка «Оцар ха-Хайяль», принадлежавших банку Апоалим, были куплены за 702 миллиона шекелей. Остальная часть акций принадлежала организациям военнослужащих (24 %) и резервным фондам работников аэрокосмической отрасли (8 %).
В 2010 году произошло еще одно изменение в структуре собственности банка: резервный фонд сотрудников Israel Aerospace Industries продал все принадлежащие ему акции остальным акционерам. После продажи банк Бейнлеуми стал владеть примерно 74 % акций банка, а остальные акционеры владели примерно 26 % акций. В 2011 и 2014 годах акционеры продали 4 % дополнительных акций в пользу банка Бейнлеуми, таким образом, банк Бейнлеуми стал владеть 78 % акций"Оцар ха-Хайяль". В 2018 году банк Бейнлеуми выкупил остальную часть акций, оставшихся других акционеров и таким образом стал единоличным контролирующим владельцем банка. После того как банк Бейнлеуми стал единоличным контролирующим владельцем, в нём было принято решение об объединении с банком «Оцар ха-Хайяль» в один банк. Таким образом банк «Оцар ха-Хайяль» прекратил свое существование как отдельный банк, но продолжил сохранять свое название как фирменное название уже внутри структуры банка Бейнлеуми.